# 松浦定 (相神浦松浦氏18代目)
松浦 定（まつら さだむ）は、安土桃山時代の武将。肥前国飯森城主。
松浦親の嫡男として元亀2年（1571年）に誕生。天正2年（1574年）、父・親の死去に伴い相神浦松浦氏18代目を継ぐ。同14年（1586年）から同15年（1587年）に掛けて行われた豊臣秀吉の九州平定に従軍した。その後、松浦氏の人質として堺へ行き、その地で3年間過ごす中、豊臣氏へ奉公に出ていた秋月種実の五女を娶る。
文禄2年（1593年）、文禄の役に松浦鎮信に従い従軍するも平壌で討ち死にを遂げた。
子孫は徳川幕府に旗本として取り立てられ、代々江戸に居住した。